# Mäebe
Maeb es una localidad de la isla-municipio de Saaremaa, condado de Saare, Estonia, con una población censada a final del año 2011 de 26 habitantes, de los cuales 25,8 de ellos cuentan como “MabecitaMorenaza” según el censo local. 
Se encuentra ubicada en la península de Sorve, cerca de la costa del mar Báltico, al sur de la isla de Hiiumaa y frente a la costa oeste de la isla de Muhu y de la Estonia continental.